# Бастесен, Стейнар
Стейнар Бастесен (норв. Steinar Bastesen, 26 марта 1945 — 18 февраля 2024) — норвежский политик, мореплаватель и работник рыболовной и китобойной отраслей. Депутат норвежского стортинга (с 1997 года как независимый кандидат), основатель Прибрежной партии (норв. Kystpartiet, 1999).

## Биография
Стейнар Бастесен родился на острове Дённа в семье рыбака Ингварта Мейера Бастесена и домохозяйки Карли Эдварды, урожденной Эдвардсен. Впервые вышел на китобойный промысел вместе со своим отцом в 1953 году, в возрасте 8 лет, а свое первое китобойное судно купил в 1971 году, когда ему было 26 лет. В том же году он получил награду от Норвежского общества спасения на море за спасение людей с затонувшего судна во время сильного шторма.
В конце 1970-х годов Бастесен начал активно участвовать в политике, занимал выборные должности в организации норвежских рыбаков Norges Fiskarlag и в организации торговцев рыбой Norges Råfisklag. С 1984 по 1996 год он был лидером организации китобоев Norges Småkvalfangerlag. В 1980-х годах вёл активную работу сначала в Центристской партии, а затем Консервативной партии, потом стал членом парламента от Беспартийных депутатов (1997—2001) и Прибрежной партии (2001—2005).
В 2005 году он ушел с руководящей должности после внутрипартийных разногласий, а в 2008 году был полностью исключен из партии. В 2009 году он предпринял кратковременную попытку вернуться в политику кандидатом от фракции «Беспартийные депутаты», но не смог набрать необходимое количество голосов. В 2017 году баллотировался от Прибрежной партии, но снова не смог набрать достаточно голосов для избрания.
Бастесен был известен своей активной защитой китобойного промысла и обычно появлялся на телевидении или на мероприятиях в жилете из тюленьего меха, что вызывало споры, особенно за рубежом. Во время посещения торговой конференции в Форт-Лодердейле, штат Флорида, в 1994 году его жилет был конфискован, поскольку он нарушал американские законы об импорте продукции китобойного промысла, но два года спустя был возвращён ему по почте. В 1997 году канадский активист, выступающий против китобойного промысла, Пол Уотсон, заявил в интервью NRK, что Бастесен угрожал убить его. Бастесен категорически отверг эти обвинения и подал в суд на NRK за клевету, интервью транслировалось по каналам СМИ. Бастесен выиграл дело в Окружном суде Осло, но проиграл в апелляционном суде в 2002 году, поскольку суд постановил, что обвинение Уотсона представляло журналистский интерес.
В 1998 году Бастесен заявил, что кита Кейко, известного по фильмам «Освободите Вилли», следует убить, а мясо отправить в Африку в качестве иностранной помощи. Это была его реакция на слух о потраченных на подготовку кита к возвращению в дикую природу миллионах долларов.
В последние десятилетия своей жизни Бастесен боролся с болезнями, которые, как он пояснил позже, были результатом нездорового образа жизни, чрезмерного употребления алкоголя и переутомления. В конце 2001 года он перенёс несколько инсультов, из-за которых провёл в больнице несколько месяцев, и поначалу было неясно, выживет ли он или нет, однако в конечном итоге он полностью выздоровел. В 2009 году во время празднования своего 64-го дня рождения он снова перенес микроинсульт, но быстро восстановился. Вскоре у него диагностировали рак простаты, но он излечил его. Бастесен начал заниматься спортом и изменил свой образ жизни, чтобы избежать дальнейших проблем со здоровьем, и сбросил 30 кг (66 фунтов) веса.
Бастесен трагически погиб, утонув недалеко от своего дома 18 февраля 2024 года, ему было 78 лет.